# Keith Williams
Keith Williams (Florissant, 8 aprile 1988) è un giocatore di football americano statunitense che gioca nel ruolo di offensive guard per i Buffalo Bills della National Football League (NFL). Fu scelto nel corso del sesto giro (196º assoluto) del Draft NFL 2011 dai Pittsburgh Steelers. Al college ha giocato a football all'Università del Nebraska-Lincoln.

## Carriera professionistica

### Pittsburgh Steelers
Williams fu scelto dai Chicago Bears nel corso del sesto giro del Draft 2011. Il 2 settembre 2011 fu svincolato.

### Buffalo Bills
Il 20 settembre 2011, Williams firmò con la squadra di allenamento dei Buffalo Bills, con cui rimase per tutta la sua stagione da rookie. Debuttò come professionista nella gara della settimana 14 contro i St. Louis Rams e scese in campo anche la settimana successiva contro i Seattle Seahawks, in quelle che furono le sue due uniche presenze stagionali.

## Vittorie e premi
Nessuno

## Statistiche
| Partite totali      | 2 |
| Partite da titolare | 0 |

Statistiche aggiornate alla stagione 2012